# タラヌ・カタリン
タラヌ・カタリン（ルーマニア語: Cătălin Țăranu [kətəˈlin t͡səˈranu] カタリン ツァラヌ、1973年（昭和48年）3月31日 - ）は、囲碁棋士。ルーマニア出身、西条雅孝八段門下、日本棋院所属、五段。 

## 経歴
1997年日本棋院中部総本部入段手合1位で入段。同年二段。
1998年富士通杯でヨーロッパ代表として出場、三段。1999年四段。2001年五段。2008年ヨーロッパ碁コングレス優勝、ワールドマインドスポーツゲームズ男子団体戦出場。2011年スポーツアコードワールドマインドゲームズ団体戦とペア戦でヨーロッパチームとして出場。
国際戦出場歴：
- 世界囲碁選手権富士通杯 1998年（×李昌鎬）、1999年（×李聖宰）、2003年（×ジョン・リー）、2005年（×古力）
- 春蘭杯世界囲碁選手権戦 1998年（×依田紀基）、2006年（×李世乭）
- 応昌期杯世界プロ囲碁選手権戦 2000年（×大竹英雄）、2008年（×朴文尭）、2012年（×謝赫）
- LG杯世界棋王戦 2001年（×李世乭）、2002年（×尹畯相）